# ACollab
ACollab es un código abierto multi-grupo y ambiente de trabajo colaborativo basado en Web.
Está disponible como grupos de trabajo para ATutor 1.4+, y como ambiente de trabajo colaborativo independiente. ACollab es ideal para los grupos de trabajo a distancia desarrollando documentación, colaborando en investigación, o escribiendo documentación en común, e ideal para los educadores en línea que desean agregar actividades de grupos de aprendizaje en cursos de ATutor.

## Estado actual
ACollab se está eliminando, a favor de ampliar ATutor, que ahora incluye capacidades de grupo y la mayor parte de funcionalidad encontrada previamente en ACollab. Se anima a los usuarios que utilicen ATutor en vez de ACollab, pues desaparecerá la ayuda para ACollab gradualmente. 
Actualmente disponible la versión ACollab 1.2, sin traducción al español. La versión 1.1 si posee traducción al español.
- Datos: Q5653541